# В'єкослав Клаїч
В'єкослав Клаїч (хорв. Vjekoslav Klaić; 21 червня 1849, Гарчин — 1 липня 1928, Загреб) — хорватський історик і письменник, найвідоміший своєю монументальною працею «Історія хорватів».

## Життєпис
Народився 1849 року в Гарчині (в тодішній Військовій Країні) в сім'ї вчителя Франьо Жаверія Клаїча та Текли, уродженої Юнг. Охрещений під іменами Алойзіо Фердінанд Франьо. Майбутній хорватський історіограф виховувався в німецькому дусі та мові, оскільки його мати була німкенею. Шкільну освіту здобував у Вараждині і Загребі, а в семінарії йому була більш до вподоби література і музика, ніж історія, а деякі його композиції навіть виконувалися. 1865 року він закінчив Загребську класичну гімназію. Вивчав історію та географію у Віденському університеті, а після випуску працював понад п'ятдесят років учителем середньої школи, з 1874 по 1879 та з 1882 по 1893 рік викладав у Загребській класичній гімназії. З 1893 р. почав викладати загальну історію в Загребському університеті, і з незначними перервами залишався на кафедрі до 1922 р., доки не вийшов на пенсію. 1893 р. став членом-кореспондентом, а в 1896 р. — дійсним членом ЮАНМ/ХАНМ, був також почесним доктором Празького університету та зовнішнім членом Чеської академії наук. Дописував до тижневика «Хорватська липа» (1875 р. редагував його) Хорватської партії права і з 1882 по 1889 р. був редактором двотижневика Матиці Хорватської «В'єнац» (Вінок), одночасно заснував оркестр і диригував ним, пропагуючи хорватську музику. 1892 р. започаткував і редагував музичний журнал «Гусле». 1882 р. заснував і до 1891 р. керував самодіяльним оркестром Хорватського Сокола, бувши його диригентом. Писав успішні оповідання і політичні статті в хорватському дусі. 1893 р. підготував до друку «Хорватський пісенник», який він деякою мірою і склав. З 1910 р. був членом Братства хорватського змія (Družbe «Braća hrvatskoga zmaja»).
Серед його історичних праць особливе місце належить монументальній історії «Povijest Hrvata», яку видав книгодрукар Куглі у п'яти томах (1899—1911). На жаль, Клаїчу не вдалося довершити цю працю. У тексті про цю книжку інший відомий хорватський історик Фердо Шишич 1914 р. відзначав: «Матеріали, науковий метод та подробиці Клаїчевої праці перевершують усі наявні роботи такого роду в нашій історіографії», тоді як Ярослав Шидак заявляв, що «Клаїчева книга, незважаючи на всі її недоліки, досі не перевершена щодо багатства інформації в її представленні XV—XVI сторіч».

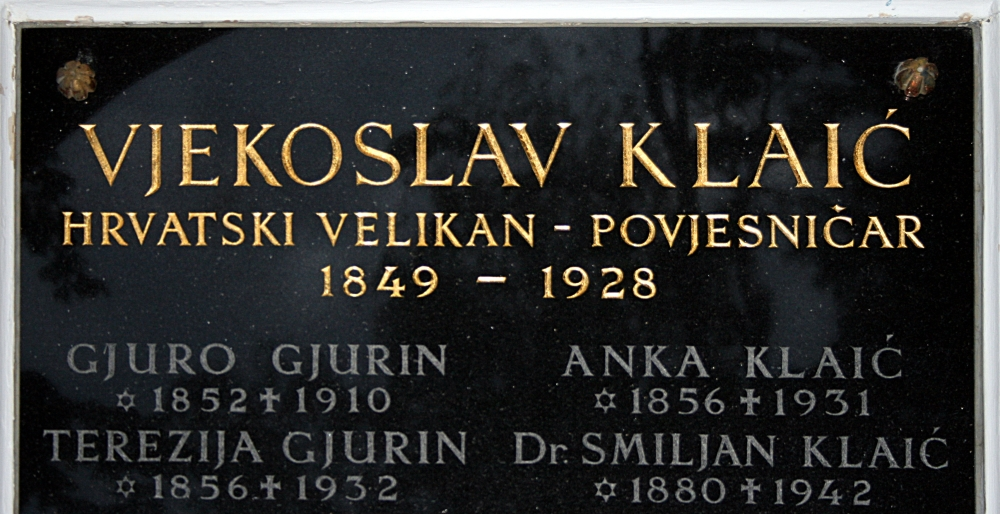
Нагробна табличка на кладовищі Мирогой.

Помер у Загребі 1 липня 1928 р., похований на кладовищі Мирогой.
Його внучка Нада Клаїч також була видатним істориком.

## Вибрані твори
- Prirodni zemljopis Hrvatske (Природна географія Хорватії, 1878)
- Poviest Bosne do propasti kraljevstva (Історія Боснії до упаду королівства, 1882)
- Pripoviesti iz hrvatske poviesti (Оповіді з хорватської історії, 1886—1891)
- Bribirski knezovi od plemena Šubić do god. 1347. (Князі Брибира, 1897)
- Povijest Hrvata od najstarijih vremena do svršetka XIX. stoljeća (Історія хорватів від найдавніших часів до завершення ХІХ століття, 1899—1922)
- Krčki knezovi Frankapani (Франкопанські князі Крка, 1901)
- Život i djela Pavla Rittera Vitezovića (Життя і творчість Павла Ріттера Вітезовича, 1914)